# Podgorje ob Sevnični
Podgorje ob Sevnični este o localitate din comuna Sevnica, Slovenia, cu o populație de 115 locuitori.